# زمین‌لرزه ۱۹۷۰ فیلیپین
زمین‌لرزه فیلیپین  در تاریخ ۷ آوریل ۱۹۷۰ میلادی، برابر با ‎۱۸ فروردین ۱۳۴۹، ساعت ۵:۳۴:۰۶ به زمان یوتی‌سی در فیلیپین رخ داد. ژرفای این زلزله ۲۹٫۷ کیلومتر بود. بزرگی آن ۷٫۲ در مقیاس Mw اعلام شده‌است. زمین‌لرزه به وقت محلی در روز سه‌شنبه، ساعت ۱۳ روی داده و منطقه زمانی آن یوتی‌سی +۸ بوده‌است .
سازمان زمین‌شناسی آمریکا نیز جای این زمین‌لرزه را در مختصات ۱۵°۴۷′شمالی ۱۲۱°۴۳′شرقی / ۱۵٫۷۸°شمالی ۱۲۱٫۷۱°شرقی و بزرگی آنرا برابر با ۷٫۳ در مقیاس ریشتر اعلام کرده‌است. ژرفای گزارش شده از سوی این سازمان ۴۰ کیلومتر می‌باشد.
شمار کشتگان زلزله حدود ۱۵ نفر بوده‌است.تعداد زخمیان ۲۰۰ نفر برآورده شده‌است.